# Ring Magazine Boxer des Jahrzehnts
Das Ring Magazine zeichnet unter anderem den Boxer des Jahrzehnts aus. Die folgende Liste bietet eine Übersicht über alle Boxer die mit diesem Preis ausgezeichnet wurden. Die jeweiligen zweitplatzierten sind auch aufgelistet.

## Boxer des Jahrzehnts
- 1910 –  Sam Langford; Zweitplatzierter:  Jimmy Wilde
- 1920 –  Benny Leonard; Zweitplatzierter:  Harry Greb
- 1930 –  Henry Armstrong; Zweitplatzierter:  Tony Canzoneri
- 1940 –  Sugar Ray Robinson; Zweitplatzierter:  Willie Pep
- 1950 –  Sugar Ray Robinson (2); Zweitplatzierter:  Archie Moore
- 1960 –  Muhammad Ali; Zweitplatzierter:  Carlos Ortiz
- 1970 –  Roberto Durán; Zweitplatzierter:  Carlos Monzón
- 1980 –  Sugar Ray Leonard; Zweitplatzierter:  Julio César Chávez
- 1990 –  Roy Jones junior; Zweitplatzierter:  Pernell Whitaker
- 2000 –  Manny Pacquiao; Zweitplatzierter:  Floyd Mayweather Jr.